# 藤沢里菜
藤沢 里菜（ふじさわ りな、1998年9月18日 - ）は、日本棋院東京本院所属の囲碁の棋士、七段。埼玉県出身。藤沢秀行名誉棋聖門下。夫は囲碁棋士の横塚力。
名誉女流本因坊、名誉女流名人、名誉女流立葵杯の資格を保持。最年少女流五冠。女流タイトル獲得数で歴代2位。第15回若鯉戦で、女流棋士史上初の男女混合公式棋戦優勝。第45期天元戦で、女流棋士史上初の七大タイトル本戦勝利。第48期天元戦で、女流棋士史上初の七大タイトル本戦ベスト8。
藤沢秀行名誉棋聖は祖父・師匠、藤澤一就八段は父、藤沢朋斎九段は伯従父（秀行名誉棋聖の甥が朋斎九段）。

## 来歴
6歳の時に兄が碁を打つ姿を見て面白そうと碁を始める。7歳の時に洪清泉が主宰する洪道場に入門。父も囲碁教室を主宰しているが、実子に教えることは難しいと考え他所に行くことになった。平日は学校帰りに、休みの日は10時から21時まで食事する以外はずっと囲碁の勉強をしていた。
2005年8月、中野区立東中野小学校1年で兄とともに小・中学校囲碁団体戦全国大会に出場し碁を覚えて1年にも拘わらず優勝を飾る。2006年7月、同小2年で兄とともに小・中学校囲碁団体戦全国大会に出場し再び優勝。2007年7月、新宿区立市谷小学校3年で兄とともに小・中学校囲碁団体戦全国大会に出場し3連覇。この9歳の頃プロを目指しだす。12月、外来として女流棋士採用試験を受け、本戦に進出したものの4位に終わり入段はできなかった（入段者は王景怡）。
2008年8月、同小4年で小・中学校囲碁団体戦全国大会に出場し3位に終わる。12月、外来として女流棋士採用試験を受けるが、予選決戦で出口万里子に敗れ本戦入りならず。
2009年3月、全日本女流アマチュア囲碁選手権大会に出場し、準決勝で敗退。3位決定戦では出口万里子に敗れ、4位入賞。4月、日本棋院院生となる。
2010年1月、院生上位として女流棋士特別採用試験に臨み、6勝2敗で3人が並んだが、順列規定で上位により採用1名のため藤沢のみ入段を果たす。2010年4月付で、11歳6か月で入段。これまでの最年少入段記録の趙治勲の11歳9か月・女流では謝依旻の14歳4か月を更新し、当時の日本棋院所属棋士のプロ入り最年少記録を樹立。2003年から女流棋士特別採用試験の年齢制限（満15歳以上）が改正され制限がなくなっており、適用第一号となった。入段同期に平田智也（現七段）沼舘沙輝哉・鶴田和志など。またこの時6勝2敗で並んだ他の2人（岩田紗絵加と出口万里子）も後に関西棋院でプロ入りしている。
2010年5月24日、プロ入り初公式戦となる、第20期竜星戦予選Bで堀本満成二段に黒番中押し負けを喫し、初手合初勝利を逃す。6月10日、プロ入り2戦目となる第36期棋聖戦予選Cで神田英九段に黒番中押し勝ちし、女流棋士最年少勝利記録の更新を果たす。10月2日、国際コンピュータ・ゲーム協会主催のコンピュータオリンピック囲碁部門で優勝したEricaに6子を置かせて対局し、中押し勝ちする。
2012年、第31期女流本因坊戦予選で古庄勝子二段・万波佳奈四段・青木喜久代女流棋聖に勝利し、女流棋戦の本戦に初めて出場する。第69期本因坊戦では河野征夫五段・知念かおり四段に勝利し予選B決勝進出。
2013年1月24日、第69期本因坊戦予選B決勝で小長井克八段に勝利し、予選A進出。3月7日予選Aで鈴木伸二若鯉杯に勝ち、決勝進出（依田紀基九段に負け）。8月22日、第17期女流棋聖戦予選で加藤啓子元女流名人（六段）に勝ち、本戦初出場。11月16日、第8回若鯉戦で同期の平田智也三段に勝利するも本戦準決勝で一力遼三段に敗れる（そのまま一力が優勝）。12月12-18日、第3回スポーツアコードワールドマインドゲームズ初出場、女子個人戦とペア戦（富士田明彦とのペア）に参加、結果はペア戦で4位。
2014年1月26日、第3回女流秀策杯（非公式戦）で小西和子八段を破り初優勝。2月19日、第4回黄竜士双登杯世界女子囲碁団体選手権初出場、3連勝していた宋容慧（中国）と対戦し、日本チーム初勝利を挙げた。3月1日、25周年記念囲碁千里杯（非公式戦）準決勝進出。春に中学を卒業した後、囲碁に専念するため進学せず。
第1回会津中央病院杯にて吉原由香里元女流棋聖（六段）らに勝利し本戦進出。本戦で謝依旻女流名人・万波奈穂三段、6月27日の決勝で奥田あや三段を降して15歳9か月で優勝し、当時の女流棋戦最年少優勝記録を樹立する。8月14日第18期女流棋聖戦予選突破、2年連続本戦出場。
第33期女流本因坊戦で知念かおり元女流本因坊・田村千明三段・鈴木歩六段に勝利し挑戦者決定戦に進出。決定戦で奥田あや三段に勝ち、挑戦権を獲得。挑戦手合では3勝0敗で向井千瑛女流本因坊を降し、会津中央病院杯に続いて2つ目のタイトルを獲得した。16歳1か月での女流本因坊は史上最年少となる。11月16日第9回若鯉戦本戦トーナメント（出場4回目）で準決勝進出、優勝の本木克弥に敗れる（2年連続ベスト4）。12月11日-17日に第4回スポーツアコードワールドマインドゲームズ出場、女子個人戦とペア戦（伊田篤史とのペア）に参加、結果はペア戦で4位。2014年の賞金ランキングでは7位に入り、2013年まで女流棋士の中で7年連続最高順位だった謝依旻（2014年9位）を上回った。
2015年、第34期女流本因坊戦で謝依旻の挑戦を受け、2勝3敗で失冠。
2016年3月18日、非公式戦の第2回イベロジャパン杯で優勝。非公式戦の若手棋戦ではあるものの、許家元三段・広瀬優一初段・芝野虎丸二段らに勝利しての優勝であった。7月21日の第35期女流本因坊戦本戦決勝で鈴木歩七段を破り挑戦権獲得。10月24日、女流五冠を独占していた謝依旻女流本因坊を3勝1敗で破り、2年ぶり2度目の女流本因坊を獲得。賞金ランキング10位。
2017年、第29期女流名人リーグで6勝全勝で挑戦権獲得。3月8日、9連覇中の謝依旻女流名人を2勝0敗のストレートで破り、初の女流名人を獲得。6月、第4回女流立葵杯決勝で謝依旻会津中央病院杯を2勝1敗で破り優勝。7月16日、第2回扇興杯女流最強戦決勝で謝依旻扇興杯に勝利し優勝。女流5棋戦中4タイトルで優勝し女流タイトル四冠を達成。前年の謝依旻の五冠独占から、女流囲碁界の勢力図を大きく塗り替えた。第43期碁聖戦では井口豊秀八段・白石勇一六段・姚智騰三段・片岡聡元天元、9月21日に小山空也三段に勝利し自身初の七大タイトル本戦進出を果たす。七大棋戦で女流棋士が本戦進出するのは2008年に第35期天元戦で加藤啓子六段と桑原陽子五段が本戦入りして以来9年ぶりで、女流棋士史上9人目となる。本戦では瀬戸大樹八段に敗れ本戦勝利ならず。11月27日第36期女流本因坊戦では謝依旻女流棋聖の挑戦を受け、2勝3敗で敗れ失冠。2017年を三冠保有で終える。
2018年9月20日、第44期碁聖戦予選Aを突破し本戦に進出。10月25日、第45期天元戦でも予選Aを突破し本戦に進出。同じ年に七大タイトル2棋戦での本戦入り達成は女流棋士初。また、第27期竜星戦では8月25日放送の1回戦で高尾紳路九段に勝利しベスト8進出（2回戦で今村善彰九段に敗退）。女流棋士の竜星戦ベスト8進出は当時史上初。女流棋戦では、第30期女流名人戦で矢代久美子六段の挑戦を2勝0敗で退け、女流立葵杯でも謝依旻女流本因坊の挑戦を2勝1敗で退ける。更に37期女流本因坊戦で謝依旻女流本因坊に挑戦し、3勝1敗で女流本因坊位を奪取。長らく女流囲碁界を牽引してきた謝依旻を11年ぶりの無冠に追いやった。2018年の年間成績は43勝23敗。43勝は同年最多勝の芝野虎丸の46勝（23敗）に次ぐ同年日本棋院棋士2位タイの勝数で、2001年の小林泉美の41勝（18敗）を上回り日本棋院女流棋士の史上最多勝記録を更新した。
2019年1月21日の第45期天元戦本戦1回戦では高橋真澄三段に中押し勝ち。女流棋士としては史上初めて七大棋戦の本戦で白星を挙げた。第22期女流棋聖戦では同棋戦自身初となる挑戦手合進出を決めたが、1月28日、上野愛咲美女流棋聖に0勝2敗で敗退。第31期女流名人戦挑戦手合では3月22日に謝依旻六段を2勝0敗で下し3連覇。第6期女流立葵杯では6月14日に上野愛咲美女流棋聖の挑戦を2勝0敗で退け、こちらも3連覇を果たす。更に7月14日、第4回扇興杯女流囲碁最強戦決勝で謝依旻六段に勝利し再び女流四冠となる。11月15日、第38期女流本因坊戦でも上野愛咲美女流棋聖の挑戦を受けるが今度は1勝3敗で敗れ、女流三冠に後退した。また、第45期名人戦最終予選では志田達哉八段・中野泰宏九段に勝利し決勝まで進出。ここで勝利すれば女流棋士史上初のリーグ入りとなるところだったが、11月18日、一力遼八段に敗退。リーグ入りはならなかった。
2020年は、女流名人戦が第31期をもって休止となったことに伴い、女流名人の在位期間が3月までで終了。第7期女流立葵杯では、挑戦者の鈴木歩女流棋聖を2勝0敗で破り、4連覇を達成したが、第5回扇興杯女流囲碁最強戦準決勝で謝依旻六段に敗れ一冠に後退した。第1回博多・カマチ杯では10月の決勝戦で上野愛咲美三段を下し優勝。11月には女流名人戦が再開したことに伴い、女流名人に復位。
同年11月22日、第15回広島アルミ杯若鯉戦の決勝で孫喆七段を破り優勝。男女混合の囲碁公式戦において女流棋士の優勝は史上初である。なお、若鯉戦では、非公式戦の扱いだった2006年の第1回において、謝依旻が「男女混合棋戦初」の女性棋士の優勝をしている。11月25日、第39期女流本因坊の挑戦手合五番勝負で上野愛咲美女流本因坊に3勝2敗で勝利し、前期に奪われたタイトルの奪還に成功した。
2021年、第32期女流名人戦では上野愛咲美四段の挑戦を受けるも、4月16日、2勝0敗で勝利。続いて第8期女流立葵杯でも6月19日に上野の挑戦を2勝0敗で退け、9月12日の第6回扇興杯女流囲碁最強戦では決勝戦で上野扇興杯との対戦となるがここでも勝利。3棋戦連続での上野とのタイトルを懸けた勝負にいずれも勝利した。この扇興杯での勝利により史上2人目の女流五冠を達成。また、女流立葵杯はこれで5連覇となり、名誉女流立葵杯の資格を得た。第40期女流本因坊戦ではタイトル戦初登場の星合志保三段に対し、10月22日3勝0敗で勝利。参加可能な女流タイトルの独占も視野に入ったが、11月11日の第25期ドコモ杯女流棋聖戦本戦2回戦で加藤千笑二段戦に敗れ、翌2022年の参加可能な女流五冠独占の可能性は潰えた。この加藤に対する敗戦が、2021年の女流棋戦での唯一の黒星でもある。同年を四冠保有で終えた。また、男女混合棋戦においては大和ハウス杯第60期十段戦で女流棋士史上2人目となる同棋戦本戦進出を決め、初戦で孫喆七段に勝利。準々決勝では佐田篤史七段に敗れたが、七大棋戦本戦で自身2勝目を挙げるとともに、七大棋戦本戦ベスト8進出も女流棋士史上初となった。
2022年には第48期天元戦で本戦進出。1回戦で趙治勲名誉名人（二十五世本因坊治勲）、2回戦で張豊猷八段を破りベスト8に進出。準々決勝では大竹優六段に敗れたが、天元戦での女流棋士本戦ベスト8は史上初。女流名人戦では仲邑菫二段に連勝し5連覇。同時に名誉女流名人資格も得た。第9期女流立葵杯では上野愛咲美四段の挑戦を受けたが、1勝2敗で失冠。挑戦手合で敗退を喫したのは自身3年ぶりで、女流立葵杯の連覇も5で途絶えた。第78期本因坊戦では最終予選まで進出。最終予選では関西棋院の村川大介を撃破し、リーグ入りを懸けた決勝で大竹優に敗れまたしてもリーグ入り逃す。
2023年の女流棋聖戦は挑決で仲邑に敗北。女流名人戦でも上野愛咲美に連敗し、女流名人を失冠。女流本因坊戦では上野梨紗に苦戦するも4連覇。第71回NHK杯ではベスト8。一方国際棋戦では呉清源杯で決勝進出。決勝は崔精九段に連敗したものの準優勝。
2024年度は女流名人リーグで全勝。リベンジマッチとなった三番勝負で上野愛咲美に連勝し女流名人復位を果たす。女流本因坊戦で5連覇し、名誉女流本因坊の資格を得る。

## エピソード・人物
- 2014年、新設の会津中央病院杯に優勝し、15歳にしてタイトルホルダーとなる。祖父藤沢秀行は名人戦、天元、棋聖など第1期のタイトル獲得が多く、「初物食いの秀行」と呼ばれたが、孫である里菜も初物食いを果たした。
- 『名探偵コナン』が好き。見るとリラックスできる[3]。
- 愛称は「りなぽん」[40]。また終盤の正確さから、強豪囲碁AI「Leela Zero」をもじって「リーナゼロ」とも[41]。
- 2021年より、漫画「群舞のペア碁」の監修を務める。
- アマチュア（小学生）時代、囲碁対局番組「棋力向上委員会 The PASSION!!」にチャレンジャーとして出演していた[42]。
- 2024年11月22日に囲碁棋士の横塚力と結婚。同年12月1日、第19期広島アルミ杯・若鯉戦で初優勝を果たした横塚の表彰式スピーチで発表された。なお同大会の準決勝で二人は対決している[43]。

## 棋戦決勝進出結果
| 男女混合棋戦 / 国際棋戦 |

|        | 数 | 棋戦                 | 期・回 | 対局日     | 相手                 |     |
| ------ | -- | -------------------- | ------ | ---------- | -------------------- | --- |
| 優勝   | 1  | 会津中央病院杯       | 1回    | 2014年6月  | 奥田あや三段         | 1-0 |
| 奪取   | 2  | 女流本因坊戦         | 33期   | 2014年11月 | 向井千瑛女流本因坊   | 3-0 |
| 失冠   |    | 女流本因坊戦         | 34期   | 2015年11月 | 謝依旻女流二冠       | 2-3 |
| 奪取   | 3  | 女流本因坊戦         | 35期   | 2016年10月 | 謝依旻女流五冠       | 3-1 |
| 奪取   | 4  | 女流名人戦           | 29期   | 2017年3月  | 謝依旻女流四冠       | 2-0 |
| 優勝   | 5  | 女流立葵杯           | 4回    | 2017年6月  | 謝依旻女流三冠       | 2-1 |
| 優勝   | 6  | 扇興杯女流囲碁最強戦 | 2回    | 2017年7月  | 謝依旻女流二冠       | 1-0 |
| 失冠   |    | 女流本因坊戦         | 36期   | 2017年11月 | 謝依旻女流棋聖       | 2-3 |
| 防衛   | 7  | 女流名人戦           | 30期   | 2018年3月  | 矢代久美子六段       | 2-0 |
| 防衛   | 8  | 女流立葵杯           | 5期    | 2018年6月  | 謝依旻女流本因坊     | 2-1 |
| 奪取   | 9  | 女流本因坊戦         | 37期   | 2018年12月 | 謝依旻女流本因坊     | 3-1 |
| 挑戦   |    | 女流棋聖             | 22期   | 2019年2月  | 上野愛咲美女流棋聖   | 0-2 |
| 防衛   | 10 | 女流名人戦           | 31期   | 2019年3月  | 謝依旻六段           | 2-1 |
| 防衛   | 11 | 女流立葵杯           | 6期    | 2019年6月  | 上野愛咲美女流棋聖   | 2-0 |
| 優勝   | 12 | 扇興杯女流囲碁最強戦 | 4回    | 2019年7月  | 謝依旻六段           | 1-0 |
| 失冠   |    | 女流本因坊戦         | 38期   | 2019年11月 | 上野愛咲美女流棋聖   | 1-3 |
| 防衛   | 13 | 女流立葵杯           | 7期    | 2020年7月  | 鈴木歩女流棋聖       | 2-0 |
| 優勝   | 14 | 博多・カマチ杯       | 1回    | 2020年10月 | 上野愛咲美女流二冠   | 1-0 |
| 優勝   | 15 | 広島アルミ杯若鯉戦   | 15回   | 2020年11月 | 孫喆七段             | 1-0 |
| 奪取   | 16 | 女流本因坊戦         | 39期   | 2020年11月 | 上野愛咲美女流二冠   | 3–2 |
| 防衛   | 17 | 女流名人戦           | 32期   | 2021年4月  | 上野愛咲美女流二冠   | 2-0 |
| 防衛   | 18 | 女流立葵杯           | 8期    | 2021年6月  | 上野愛咲美女流二冠   | 2-0 |
| 優勝   | 19 | 扇興杯女流囲碁最強戦 | 6回    | 2021年9月  | 上野愛咲美女流二冠   | 1-0 |
| 防衛   | 20 | 女流本因坊戦         | 40期   | 2021年11月 | 星合志保三段         | 3-0 |
| 防衛   | 21 | 女流名人戦           | 33期   | 2022年4月  | 仲邑菫二段           | 2-0 |
| 失冠   |    | 女流立葵杯           | 9期    | 2022年6月  | 上野愛咲美女流二冠   | 1-2 |
| 防衛   | 22 | 女流本因坊戦         | 41期   | 2022年11月 | 上野愛咲美女流三冠   | 3-0 |
| 失冠   |    | 女流名人戦           | 34期   | 2023年4月  | 上野愛咲美女流二冠   | 0-2 |
| 挑戦   |    | 女流立葵杯           | 10期   | 2023年6月  | 上野愛咲美女流二冠   | 1-2 |
| 防衛   | 23 | 女流本因坊戦         | 42期   | 2023年11月 | 上野梨紗二段         | 3-2 |
| 準優勝 |    | 呉清源杯             | 6回    | 2023年12月 | 崔精（韓国）         | 0–2 |
| 奪取   | 24 | 女流名人戦           | 35期   | 2024年4月  | 上野愛咲美女流二冠   | 2-0 |
| 優勝   | 25 | 扇興杯女流囲碁最強戦 | 9回    | 2024年7月  | 上野愛咲美女流立葵杯 | 1-0 |
| 防衛   | 26 | 女流本因坊戦         | 43期   | 2024年11月 | 牛栄子四段           | 3-2 |
| 失冠   |    | 女流名人戦           | 36期   | 2025年4月  | 上野愛咲美女流二冠   | 0-2 |
| 挑戦   |    | 女流立葵杯           | 12期   | 2025年6月  | 上野愛咲美女流三冠   | 1-2 |
| 準優勝 |    | 扇興杯女流囲碁最強戦 | 10回   | 2025年7月  | 上野梨紗女流二冠     | 0–1 |

## タイトル戦
色付きは現在在位。登場は挑戦手合出場か決勝進出。
他の棋士との比較は、囲碁の女流タイトル在位者一覧を参照。
| タイトル              | 番勝負           | 獲得年度            | 登場 | 獲得期数          | 連覇        | 名誉称号       |
| 女流本因坊            | 五番勝負 10‐11月 | 2014・16・18・20-24 | 11   | 8期 (歴代1位タイ) | 5           | 名誉女流本因坊 |
| 女流名人              | 三番勝負 4月     | 2017-19・21-22・24  | 8    | 6期               | 5           | 名誉女流名人   |
| 女流立葵杯            | 三番勝負 6月     | 2014・17-21         | 9    | 6期 (歴代1位)     | 5 (歴代1位) | 名誉女流立葵杯 |
| 女流棋聖              | 三番勝負 1-2月   |                     | 1    |                   |             |                |
| 扇興杯                | 決勝一番 7月     | 2017・19・21・24    | 5    | 4期 (歴代1位)     |             |                |
| 獲得合計26期＝歴代2位 |                  |                     |      |                   |             |                |

- 広島アルミ杯・若鯉戦 1期（2020年・第15回）
- 博多・カマチ杯女流オープン戦 1期（2020年・第1回）

### 非公式戦
- 女流秀策杯 2回（2014年・第3回／2015年・第4回）
- イベロジャパン杯（2016年・第2回）
- フマキラー囲碁女流ブレーンズマッチ 3回（2022年・第2回／2024年・第4回／2025年・第5回）
- 女流囲碁アマノ杯青龍戦（2024年・第1回）

### 団体戦
- アジア競技大会・囲碁女子団体戦（日本チームとして）銅メダル（2023年・第19回）
- 日本女子囲碁リーグ（チーム囲碁・将棋チャンネルとして）優勝（2025年・第1回）

## 記録
- 最年少プロ棋士公式戦勝利記録：11歳8ヶ月（当時）
- 最年少女流本因坊戦本戦入り：13歳5ヶ月（当時）
- 最年少女流棋聖戦本戦入り：14歳11ヶ月（当時）
- 最年少会津中央病院杯：15歳9ヶ月
- 最年少女流本因坊挑戦：16歳0ヶ月
- 最年少女流本因坊：16歳1ヶ月
- 同一年2棋戦本戦入り（女流棋士初）：2018年（第44期碁聖戦、第45期天元戦）
- 七大棋戦本戦勝利（女流棋士初）：2019年 第45期天元戦、対高橋真澄三段
- 男女混合公式棋戦優勝（女流棋士初）：2020年 第15回広島アルミ杯若鯉戦
- 七大棋戦本戦ベスト8（女流棋士初）：2021年 第47期天元戦

## 受賞歴
- 棋道賞新人賞（2014年）
- 棋道賞女流賞 7回（2014、2017、2018、2020‐2022、2024年）
- 棋道賞国際賞（2023年）
- 棋道賞最多対局賞 2回（2023、2024年）
- 棋道賞最多勝利賞（2024年）

## 昇段履歴
- 2009年4月1日 院生
- 2010年4月1日 初段[44]
- 2013年10月4日 二段（勝数昇段）[45]
- 2015年8月7日 三段（勝数昇段）[46]
- 2018年4月22日 四段（勝数昇段）[47]
- 2021年4月9日 五段（勝数昇段）[48]
- 2023年1月1日 六段（賞金ランキング昇段）[49]
- 2024年1月1日 七段（賞金ランキング昇段）

## 年表
| - タイトル戦の欄の氏名は対戦相手。うち、色付きのマス目は獲得（奪取または防衛、あるいは優勝）。色付きは名誉称号獲得。青色は挑戦者または失冠、あるいは準優勝。黄色はリーグ入り。 - 棋道賞は、最優 : 最優秀棋士賞、 優秀 : 優秀棋士賞、 特別 : 特別賞、勝率 : 勝率一位賞、 勝利 : 最多勝利賞、 対局 : 最多対局賞、 連勝 : 連勝賞、国際 : 国際賞、 新人 : 新人賞、 女流 : 女流賞、秀哉 : 秀哉賞 - 賞金&対局料は、年度区切りではなく1月 - 12月の集計。単位は万円。緑は女流棋士1位。 - 女流〇冠は、各年間内で最大保持数時の女流タイトル数（三冠以上） |

|       | 女流棋聖      | 女流名人           | 女流立葵杯             | 扇興杯       | 女流本因坊            | 他棋戦 (非公式戦)             | 棋道賞         | 賞金 対局料 | 備考                  |
| ----- | ------------- | ------------------ | ---------------------- | ------------ | --------------------- | ----------------------------- | -------------- | ----------- | --------------------- |
| 1-2月 | 4月           | 6月                | 7月                    | 10‐11月      |                       | 他棋戦 (非公式戦)             | 棋道賞         | 賞金 対局料 | 備考                  |
| 2011  | 予選B         | （未参加）         |                        |              | 予選B                 |                               |                |             |                       |
| 2012  | 予選B         | 予選B              |                        |              | 本戦 1回戦            |                               |                |             |                       |
| 2013  | 予選B         | 予選B              |                        |              | 本戦 2回戦            |                               |                |             |                       |
| 2014  | 本戦 1回戦    | 予選B              | 奥田あや o             |              | 向井千瑛 ooo          | (女流秀策杯)                  | 新人 女流      | 1673 (7位)  | 立葵杯 初代優勝者     |
| 2015  | 本戦 1回戦    | 予選B              | 本戦 ベスト8           |              | 謝依旻 ooxxx          | (女流秀策杯)                  |                |             |                       |
| 2016  | 本戦 2回戦    | リーグ3位          | 本戦 1回戦             | 本戦 ベスト4 | 謝依旻 xooo           | (イベロ ジャパン杯)           |                | 1175 (10位) |                       |
| 2017  | 予選A         | 謝依旻 oo          | 謝依旻 oxo             | 謝依旻 o     | 謝依旻 xoxox          |                               | 女流           | 2404 (4位)  | 女流四冠              |
| 2018  | 本戦 ベスト8  | 矢代久美子 oo      | 謝依旻 xoo             | 本戦 ベスト8 | 謝依旻 ooxo           |                               | 女流           | 2189 (6位)  | 女流三冠              |
| 2019  | 上野愛咲美 xx | 謝依旻 xoo         | 上野愛咲美 oo          | 謝依旻 o     | 上野愛咲美 oxxx       |                               |                | 2659 (5位)  | 女流四冠              |
| 2020  | 本戦 2回戦    | （休止）           | 鈴木歩 oo              | 本戦 ベスト4 | 上野愛咲美 oxxoo      | カマチ杯 若鯉戦               | 女流           | 2741 (4位)  | 女流三冠 タイトル四冠 |
| 2021  | 本戦 決勝進出 | 上野愛咲美 oo      | 上野愛咲美 oo 名誉称号 | 上野愛咲美 o | 星合志保 ooo          |                               | 女流           | 3199 (5位)  | 女流五冠 タイトル六冠 |
| 2022  | 本戦 2回戦    | 仲邑菫 oo 名誉称号 | 上野愛咲美 xox         | 本戦 ベスト4 | 上野愛咲美 ooo        | (フマキラー杯)                | 女流           | 2443 (6位)  | 女流四冠              |
| 2023  | 本戦 決勝進出 | 上野愛咲美 xx      | 上野愛咲美 oxx         | 本戦 2回戦   | 上野梨紗 xoxoo        | [ 注 11 ]                     | 対局 国際      | 1511 (7位)  |                       |
| 2024  | 本戦 ベスト4  | 上野愛咲美 oo      | 本戦 ベスト4           | 上野愛咲美 o | 牛栄子 ooxxo 名誉称号 | (フマキラー杯) (アマノ杯青龍) | 女流 勝利 対局 | 3519 (4位)  | 女流三冠              |
| 2025  | 本戦 ベスト4  | 上野愛咲美 xx      | 上野愛咲美 xox         | 上野梨紗 x   | 挑戦手合              | (フマキラー杯)                |                |             |                       |

## 出演

### テレビ番組
- 新婚さんいらっしゃい!（ABCテレビ、2025年7月13日放送） - 横塚力と夫婦で出演[50]

### テレビドラマ
- シロでもクロでもない世界で、パンダは笑う。（読売テレビ、2020年2月23日放送）[51]

### ゲームソフト
- 入神の囲碁（2019年11月29日、マイナビ出版）読み上げ、パソコン用ソフト

### 映画
- 碁盤斬り（2024年公開、エキストラとして出演）[52]